# 1052

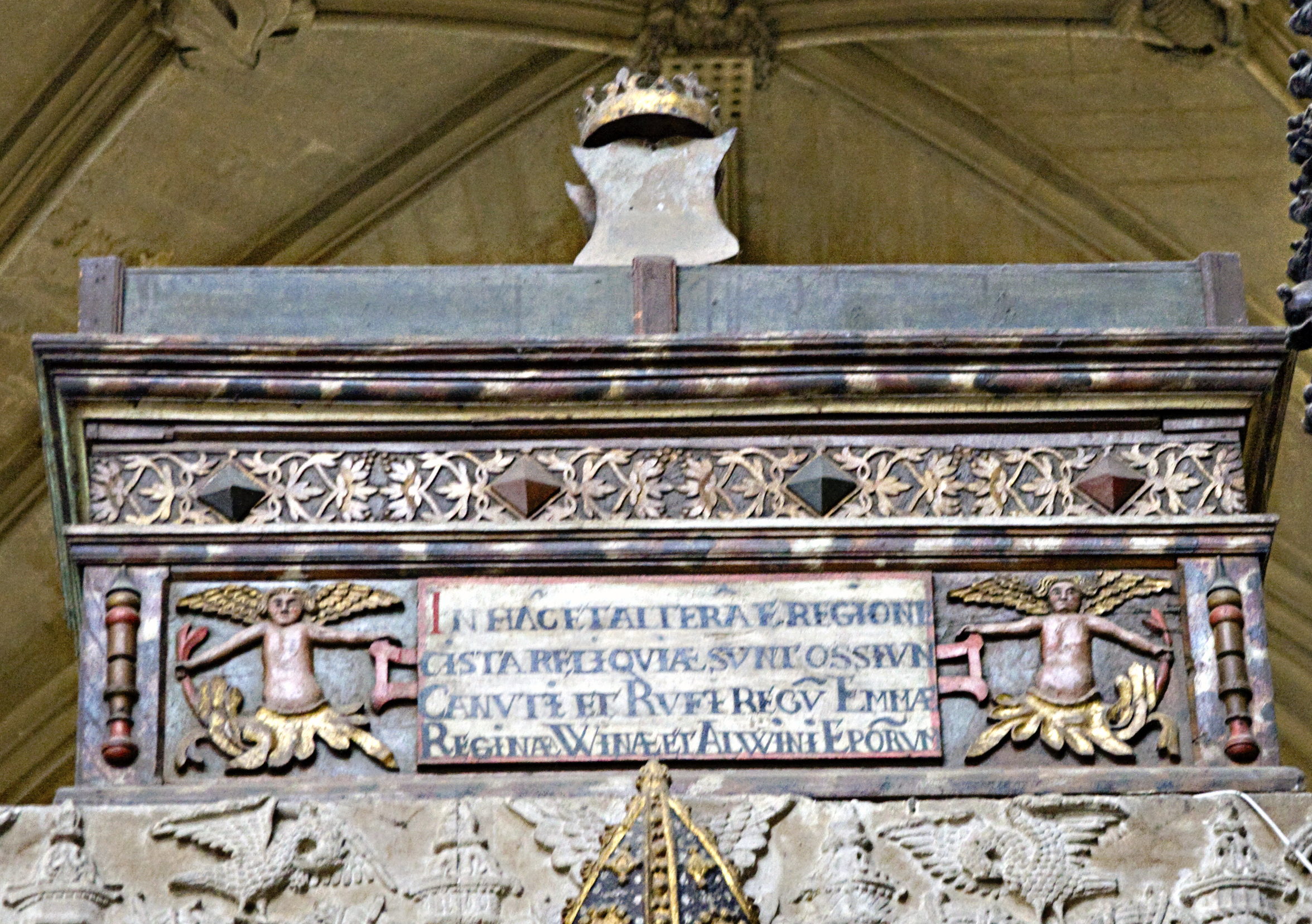
grafkist van onder anderen Emma van Normandië en haar tweede echtgenote Knoet de Grote

Het jaar 1052 is het 52e jaar in de 11e eeuw volgens de christelijke jaartelling.

## Gebeurtenissen
- Koning Macbeth van Schotland ontvangt een aantal gevluchte Normandische edelen, en raakt zo betrokken in de strijd tussen koning Eduard de Belijder van Engeland en diens belangrijkste edele, Godwin van Wessex.
- Willem VIII van Aquitanië verslaat Bernard II van Armagnac, die gedwongen is Gascogne aan hem te verkopen.
- Hereford wordt aangevallen door een Welshe leider.
- Voor het eerst vermeld: Polch

## Opvolging
- patriarch van Alexandrië - Georgius II opgevolgd door Leontius
- bisdom Freising - Nitker opgevolgd door Ellenhard
- Gascogne - Bernard II van Armagnac opgevolgd door zijn oom Willem VIII van Aquitanië
- Ponthieu - Hugo II opgevolgd door Engelram II
- Toscane - Bonifatius IV opgevolgd door zijn zoon Frederik onder regentschap van diens moeder Beatrix

## Geboren
- 23 mei - Filips I, koning van Frankrijk (1060-1108)
- Jón Ögmundsson, eerste bisschop van Hólar
- Koenraad II, hertog van Beieren (1054-1055)
- Salomo, koning van Hongarije (1063-1074) (jaartal bij benadering)
- Milarepa - Tibetaans yogi en leraar (jaartal bij benadering)

## Overleden
- 6 maart - Emma van Normandië (~66), echtgenote van Ethelred en Knoet de Grote
- 20 november - Hugo II, graaf van Ponthieu (1048-1052)
- Bonifatius IV, markgraaf van Toscane